# 구루 (2007년 영화)
구루(Guru)는 인도에서 제작된 마니 라트남 감독의 2007년 드라마, 뮤지컬 영화이다. 아비쉑 밧찬 등이 주연으로 출연하였고 마니 라트남 등이 제작에 참여하였다.

## 출연

### 주연
- 아비쉑 밧찬
- 아이쉬와라 라이

### 조연
- 마드하반
- 비드야 발란
- 아야 바바

## 제작진
- 미술: 사미르 챈다